# Ehingen (Danubio)
Ehingen (Danubio) – in tedesco Ehingen (Donau) – è una città tedesca di 26 017 abitanti, situato nel land del Baden-Württemberg.